# Javanoscinis indica
Javanoscinis indica är en tvåvingeart som beskrevs av Cherian 1990. Javanoscinis indica ingår i släktet Javanoscinis och familjen fritflugor. Inga underarter finns listade i Catalogue of Life.